# مونيك ميهتا
مونيك ميهتا (بالإنجليزية: Monique Mehta)‏ هي ناشِطة أمريكية، ولدت في 1973 في الولايات المتحدة.